# Liste des navires de la marine philippine
Voici la liste des navires actifs de la marine philippine en 2021. La Marine philippine nomme ses navires avec le préfixe BRP - Barko ng Republika ng Pilipinas - qui signifie Navire de la République des Philippines.

## Frégates
| Classe             | Photo | Type                    | Navires                                                                               | Déplacement | Origine      | Notes |
| ------------------ | ----- | ----------------------- | ------------------------------------------------------------------------------------- | ----------- | ------------ | --- |
| Gregorio del Pilar |       | Frégate de surveillance | BRP Gregorio del Pilar (PS-15) BRP Ramon Alcaraz (PS-16) BRP Andrés Bonifacio (PS-17) | 3250 tonnes | États-Unis   | Anciens navires de classe Hamilton des gardes côtes américains. Transférés aux Philippines entre 2011 et 2016 puis modernisées                                  |
| Miguel Malvar      |       | Frégate légère          | BRP Miguel Malvar (FFG-06) BRP Diego Silang (FFG-07)                                  | 3200 tonnes | Corée du Sud | HHI remporte l'appel d'offre pour deux navires de 3 200 tonnes, basés sur la classe Jose Rizal, le 15 décembre 2021. Le première entre en service en avril 2025 |
| Jose Rizal         |       | Frégate légère          | BRP Jose Rizal (FF-150) BRP Antonio Luna (FF-151)                                     | 2600 tonnes | Corée du Sud | BRP Jose Rizal commissionné en juillet 2020 et BRP Antonio Luna en mars 2021                                                                                    |

## Corvettes
| Classe         | Photo | Type                      | Navires                                                                              | Déplacement | Origine      | Notes |
| -------------- | ----- | ------------------------- | ------------------------------------------------------------------------------------ | ----------- | ------------ | --- |
| Classe Pohang  |       | Corvette anti-sous-marine | BRP Conrado Yap (PS-39) -                                                            | 1220 tonnes | Corée du Sud | Ancienne corvette de la marine sud-coréenne ROKS Chungju (PCC-762) transférée en 2019. ROKS Andong (PCC-771) est aussi prévue pour transfert. Une troisième corvette pourrait être transférée à la suite du contrat remporté par HHI pour 6 OPV. |
| Classe Jacinto |       | Corvette de surveillance  | BRP Emilio Jacinto (PS-35) BRP Apolinario Mabini (PS-36) BRP Artemio Ricarte (PS-37) | 712 tonnes  | Royaume-Uni  | Anciennes corvettes de classe Peacock de la Royal Navy. Transférées depuis Hong Kong en 1997 puis modernisées. |

## Landing Platform Dock(LPD)
| Classe        | Photo | Type                  | Navires                                          | Déplacement  | Origine   | Notes                                                                  |
| ------------- | ----- | --------------------- | ------------------------------------------------ | ------------ | --------- | ---------------------------------------------------------------------- |
| Classe Tarlac |       | Landing Platform Dock | BRP Tarlac (LD-601) BRP Davao del Sur (LD-602) - | 11583 tonnes | Indonésie | Livrés en 2016 et 2017. Deux unités supplémentaires commandées en 2022 |

## Patrouilleurshauturiers
| Classe    | Photo | Type         | Navires | Déplacement | Origine      | Notes |
| --------- | ----- | ------------ | --- | ----------- | ------------ | --- |
| HDP- 2200 |       | Patrouilleur | BRP Rajah Sulayman (PS-20) BRP Rajah Lakandula (PS-21) BRP Rajah Humabon (PS-22) BRP Sultan Kudarat (PS-23) BRP Datu Marikudo (PS-24) BRP Datu Sikatuna (PS-25) | 2400 tonnes | Corée du Sud | 6 navires de 94 mètres doivent être construits par HHI suite à un contrat de 577 millions de dollars américains signé en juin 2022. La première doit entrer en service en 2025. |

## Patrouilleurscôtiers
| Classe            | Photo | Type                | Navires | Déplacement | Origine                | Notes |
| ----------------- | ----- | ------------------- | --- | ----------- | ---------------------- | --- |
| Cyclone           |       | Patrouilleur        | BRP General Mariano Alvarez (PS-38) BRP Valentin Diaz (PS-177) BRP Ladislao Diwa (PS-178) | 357 tonnes  | États-Unis             | Ancien USS Cyclone (PC-1) de l'US Navy Vendu aux Philippines en 2004. Les USS Chinook et Monsoon ont rejoint les Philippines en 2023.                              |
| Island            |       | Patrouilleur côtier | - - | 168 tonnes  | États-Unis             | Deux navires donnés par les Etats-Unis en 2023 |
| Kagitingan        |       | Patrouilleur côtier | BRP Bagong Lakas (PC-102) BRP Bagong Silang (PC-104) | 160 tonnes  | Allemagne Philippines  | 4 unités au total livrées entre 1979 et 1983 2 construits aux Philippines                                                                                          |
| Shaldag V         |       | Patrouilleur        | BRP Nestor Acero (PG-901) BRP Lolinato To-ong (PG-902) BRP Gener Tinangag (PG-903) BRP Domingo Deluana (PG-905) BRP Herminigildo Yurong (PG-906) BRP Laurence Narag (PG-907) BRP Tomas Campo (PG-908) BRP Albert Majini (PG-909) - | 95 tonnes   | Israël Philippines     | 9 navires en remplacement des unités de classe Tomas Batillo, prévus pour 2022 PG-909 construit aux Philippines 4 équipés de missiles SPIKE NLOS (PG-906 à PG-909) |
| Marine Protector  |       | Patrouilleur côtier | - - | 91 tonnes   | États-Unis             | Deux navires donnés par les Etats-Unis en 2023 |
| Alberto Navarette |       | Patrouilleur côtier | BRP Alberto Navarette (PC-394) BRP Abraham Campo (PC-396) | 60 tonnes   | États-Unis             | Anciens classe Point des gardes côtes américains 2 unités transférés en 2001                                                                                       |
| Jose Andrada      |       | Patrouilleur côtier | BRP Jose Andrada (PC-370) BRP Enrique Jurado (PC-371) BRP Alfredo Peckson (PC-372) BRP Simeon Castro (PC-374) BRP Carlos Albert (PC-375) BRP Heracleo Alano (PC-376) BRP Liberato Picar (PC-377) BRP Hilario Ruiz (PC-378) BRP Rafael Pargas (PC-379) BRP Nestor Reinoso (PC-380) BRP Dioscoro Papa (PC-381) BRP Ismael Lomibao (PC-383) BRP Leovigildo Gantioqui (PC-384) BRP Federico Martir (PC-385) BRP Filipino Flojo (PC-386) BRP Anastacio Cacayorin (PC-387) BRP Manuel Gomez (PC-388) BRP Teotimo Figoracion (PC-389) BRP Jose Loor Sr. (PC-390) BRP Juan Magluyan (PC-392) BRP Florencio Inigo (PC-393) BRP Felix Apolinario (PC-395) | 56 tonnes   | États-Unis Philippines | 22 unités commandées au total Livrés entre 1990 et 2000 |

## Multipurpose Assault Craft (MPAC)
| Classe      | Photo | Type                   | Navires                                   | Déplacement | Origine            | Notes |
| ----------- | ----- | ---------------------- | ----------------------------------------- | ----------- | ------------------ | --- |
| MPAC Mk.I   |       | Navires d’assaut       | BA-482 BA-483 BA-484                      | 19 tonnes   | Taïwan             | Livrés en 2009, équipés d'une rampe de débarquement |
| MPAC Mk.II  |       | Navires d'assaut       | BA-485 BA-486 BA-487                      | 19 tonnes   | Philippines        | Commissionnés en 2012, similaires au MK.I mais construits aux Philippines                                                                                |
| MPAC Mk.III |       | Navires lance missiles | BA-488 BA-489 BA-491 BA-492 BA-493 BA-494 | 30 tonnes   | Taïwan Philippines | Commissionnés par batchs de 3 en 2017 et 2019. Sans rampe de débarquement et équipés de missiles SPIKE ER Construits à Taïwan et équipés aux Philippines |

## Patrouilleurs rapides
| Classe    | Photo | Type          | Navires                     | Déplacement | Origine | Notes          |
| --------- | ----- | ------------- | --------------------------- | ----------- | ------- | -------------- |
| Type 966Y |       | Patrouilleurs | PB-356 PB-357 PB-358 PB-359 | -           | Chine   | Donnés en 2018 |

## Navire de soutien logistique
| Classe             | Photo | Type                  | Navires                                                                                        | Déplacement  | Origine      | Notes |
| ------------------ | ----- | --------------------- | ---------------------------------------------------------------------------------------------- | ------------ | ------------ | --- |
| Bacolod City       |       | Soutien logistique    | BRP Bacolod City (LS-550) BRP Dagupan City (LS-551)                                            | 4265 tonnes  | États-Unis   | Commissionnés en 1993 et 1994                                                                                             |
| LST Mk.II          |       | Soutien logistique    | BRP Laguna (LS-501) BRP Benguet (LS-507) BRP Sierra Madre (LS-57)                              | 3640 tonnes  | États-Unis   | Anciens navires de l'US Navy Au moins 25 unités transférés en 1976 BRP Sierra Madre sert d'avant poste au récif d'Ayungin |
| Tagbanua           |       | Transport amphibie    | BRP Tagbanua (LC-296)                                                                          | 579 tonnes   | Philippines  | Commissionné en 2011 |
| Classe Mulgae      |       | Transport amphibie    | BRP Mamanwa (LC-294)                                                                           | 540 tonnes   | Corée du Sud | Ancien LCU-78 de la marine de la république de Corée. Donné en 2015 et mis en service en 2021 après réparations.          |
| Classe Balikpapan  |       | Transport amphibie    | BRP Ivantan (LC-298) BRP Batak (LC-299) BRP Waray (LC-288) BRP Iwak (LC-289) BRP Agta (LC-290) | 517 tonnes   | Australie    | Anciens navires de la Royal Australian Navy 2 navires donnés en 2015 3 navires achetés en 2016                            |
| Landing Craft Mk.6 |       | Barge de débarquement | BRP Subanon (LC-291) BRP Bagodo (LC-293) BRP Tausug (LC-295)                                   | 347 tonnes   | États-Unis   | Anciens navires de l'US Navy Transférés en 1975                                                                           |
| Manobo             |       | Transport amphibie    | BRP Manobo (LC-297)                                                                            | ~ 350 tonnes | Philippines  | Commissionné en 2011 |

## Navires auxiliaires
| Classe                  | Photo | Type                              | Navires                                                | Déplacement | Origine    | Notes                                                                                          |
| ----------------------- | ----- | --------------------------------- | ------------------------------------------------------ | ----------- | ---------- | ---------------------------------------------------------------------------------------------- |
| Navire océanographique  |       | Recherche maritime                | BRP Gregorio Velasquez (AGR-702)                       | 2900 tonnes | États-Unis | Anciens navire de l'US Navy Transféré en 2016                                                  |
| Yacht                   |       | Yacht présidentiel/Navire hôpital | BRP Ang Pangulo (ACS-25)                               | 2200 tonnes | Japon      | Livré en 1959 en tant que réparation de guerre par le Japon                                    |
| Pétrolier               |       | Pétrolier                         | BRP Lake Buhi (AF-78)                                  | 1400 tonnes | États-Unis | Ancien pétrolier de l'US Navy transféré avec BRP Lake Taal, RPS Lake Naujan et RPS Lake Mainit |
| Navire-citerne          |       | Citerne                           | BRP Lake Buluan (AW-33)                                | 1235 tonnes | États-Unis | Anciens navires de l'US Navy, transféré en 1975 avec BRP Lake Paoay et RPS Lake Lanao          |
| Transport de troupes    |       | Transport de troupes              | BRP Mangyan (AS-71)                                    | 950 tonnes  | États-Unis | Ancien navire de l'US Navy Transféré en 1978                                                   |
| Bâtiment hydrographique |       | Recherche maritime                | BRP Fort San Antonio (ASG-700) BRP Fort Abad (ASG-701) | 300 tonnes  | États-Unis |                                                                                                |

## Principales classes retirées du service
| Destroyers/Frégates - Classe Cannon : - BRP Datu Kalantiaw - BRP Datu Sikatuna - BRP Rajah Humabon - Classe Buckley : - RPS Rajah Soliman - Classe Edsall : - BRP Rajah Lakandula - Classe Barnegat : - BRP Andrés Bonifacio - BRP Gregorio del Pilar - BRP Diego Silang - BRP Francisco Dagohoy | Corvettes/Patrouilleurs hauturiers - Classe Auk : - BRP Rizal - BRP Quezon Patrouilleurs côtiers - Classe Chamsuri : - 8 unités - Classe Gen. Emilio Aguinaldo : - 2 unités |